# Bredene
Bredene é um município belga da província de Flandres Ocidental. O município apenas é constituído pela vila de Bredene. Em 1 de janeiro de 2006 Bredene tinha uma população de 15 118 habitantes, uma área total de 13.08 km²  a que correspondia a uma densidade populacional de  1156 habitantes por km².
Bredene possui a única praia nudista da Bélgica. Nos meses de julho e agosto, a população da vila duplica, devido aos muitos eventos que atraem pessoas detodo o mundo.